# Mijloace de producție
În economie și sociologie, mijloacele de producție (numite și bunuri de tip capital) reprezintă resurse fizice și nefinanciare. Acestea includ materii prime, materiale, instalații, utilaje și instrumente utilizate în producția de bunuri și servicii. În terminologia economiei clasice, mijloacele de producție sunt numite „factorii de producție" minus capitalul financiar și capitalul uman.
Mijloacele de producție sociale sunt bunurile de tip capital și activele. Pentru a fi gestionate, acestea necesită eforturi de muncă colective și organizate, contrar efortului individual. Tipul de proprietate și structura mijloacelor sociale de producție reprezintă factori-cheie în clasificarea și definirea diferitelor tipuri de sisteme economice.
Mijloacele de producție se împart în două mari categorii: mijloacele de muncă (unelte, fabrici, infrastructura etc.) și obiectele muncii (resurse naturale și materii prime). Oamenii exploatează obiectele muncii, folosind mijloacele de muncă pentru a crea un produs; sau, altfel spus, forța de muncă acționează asupra mijloacelor de producție pentru a crea un bun. Într-o societate agrară principalele mijloace de producție sunt solul și lopata. Într-o societate industrială mijloacele de producție devin  mijloace de producție sociale fiind alcătuite din fabrici și mine. Într-o economie a cunoașterii, mijloacele de producție sunt calculatoarele și rețelele. Într-un sens larg, „mijloacele de producție" cuprind, de asemenea, „mijloace de distribuție", cum ar fi magazinele, internetul și căile ferate (capital public).

## Analiza marxistă
Analiza tehnologiei sofisticate a mijloacelor de producție și a modului în care acestea sunt exploatate este o componentă centrală din cadrul teoriei marxiste a materialismului istoric și a economiei.
În lucrările lui Marx și în evoluțiile ulterioare ale teoriei marxiste, procesul evoluției socio-economice se bazează pe premisa îmbunătățirii tehnologiei mijloacelor de producție. Pe măsură ce tehnologia se dezvoltă în ceea ce privește capacitățile productive, formele existente de relații sociale devin de prisos și inutile, creând contradicții între tehnologia mijloacelor de producție, pe de o parte, și organizarea societății și a economiei acesteia, pe de altă parte. Aceste contradicții se manifestă sub forma luptei de clasă, care se dezvoltă pornind de la un punct în care modul actual de producție devine nesustenabil, fie prăbușindu-se, fie fiind răsturnat într-o revoluție socială. Contradicțiile sunt soluționate prin apariția unui nou mod de producție bazat pe relații sociale cu caracteristici diferite, incluzând, în special, tipuri diferite de proprietate asupra mijloacelor de producție.
Factorii fundamentali care ajută la conturarea diferitelor moduri de producție sunt dreptul de proprietate asupra mijloacelor de producție și controlul asupra surplusului de produse generat de funcționarea lor. Capitalismul este definit ca proprietate privată și control asupra mijloacelor de producție, în care surplusul de produs devine o sursă de venituri necâștigate prin muncă pentru proprietarii. În contrast, socialismul este definit ca proprietatea socială a mijloacelor de producție, astfel încât surplusul de produs revine în totalitate societății.

### Structura claselor sociale
Teoria marxista a claselor sociale analizează clasele în raport cu proprietatea și controlul mijloacelor de producție. Într-o societate capitalistă, clasa care deține mijloacele de producție și obține un venit pasiv din funcționarea lor este burghezia sau clasa capitalistă. În schimb, proletariatul sau clasa muncitoare cuprinde majoritatea populației, lipsită de proprietate, care nu are altă alegere decât să-și vândă forța de muncă pentru o leafă sau un salariu din dorința de a-și satisface nevoile și de a-și permite anumite bunuri și servicii.
„De ce există clase în societățile umane?" La această întrebare Karl Marx a oferit, în primul rând, o explicație istorică și științifică, și anume că practica culturală a proprietății mijloacelor de producție este cea care dă naștere claselor sociale. Această explicație diferă dramatic de alte explicații bazate pe „diferențele de capacitate" dintre indivizi sau pe apartenența religioasă sau politică care dă naștere privilegiilor sociale. Această explicație este în concordanță cu cea mai mare parte a teoriei marxiste în care Politica și Religia sunt văzute ca simple depășiri (superstructuri) ale realității economice de baza a unui popor.

## Termeni conecși
Factorii de producție sunt definiți de către economistul german Karl Marx în cartea sa, Capitalul, drept muncă, obiectele muncii și mijloacele de muncă: definiția este echivalentă cu mijloacele de producție plus munca. Factorii de producție sunt adesea descriși în scrierile economice derivate din Școala Clasică ca fiind „teren, muncă și capital". Marx folosea uneori termenul de „forțe de producție" echivalent cu „factorii de producție"; în Capitalul folosește „factori de producție", iar în celebra sa prefață la „Critica economiei capitaliste”, folosește „forțe productive" (acestea pot varia in funcție de traducere).
Raporturile de producție (în germană Produktionsverhältnis) sunt relațiile pe care oamenii le întrețin atunci când folosesc mijloacele de producție pentru a aduce un profit. Exemple de astfel de relații sunt angajatorul/angajatul, cumpărătorul/vânzătorul, diviziunea tehnică a muncii într-o fabrică și relațiile de proprietate.
Modul de producție (în germană Produktionsweise) înseamnă modul dominant în care producția este organizată în societate. De exemplu, „capitalismul" este denumirea producției capitaliste în care mijloacele de producție sunt deținute în mod privat de o clasă mică (burghezia) care profită de munca muncitorilor din clasa muncitoare (proletariatul). Comunismul este un mod de producție în care mijloacele de producție nu sunt deținute de cineva, ci împărtășite în comun, fără exploatare bazată pe clase sociale.